# Hiperinflació

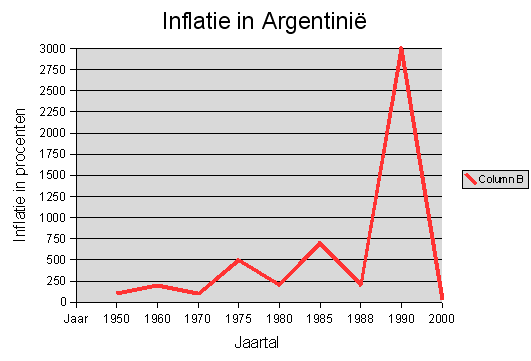
Hiperinflació a Argentina

Hiperinflació en economia és una inflació descontrolada, els preus augmenten amb una velocitat extrema mentre els diners perden valor de canvi. La definició formal en economia és una inflació superior al 50% mensual. Però normalment s'ha aplicat a taxes prou més inferiors, al voltant del 20 o 30%. Normalment la inflació es calcula anualment, però la magnitud de les dades a les hiperinflacions fan que hi haja informacions mensuals o inclús horàries.

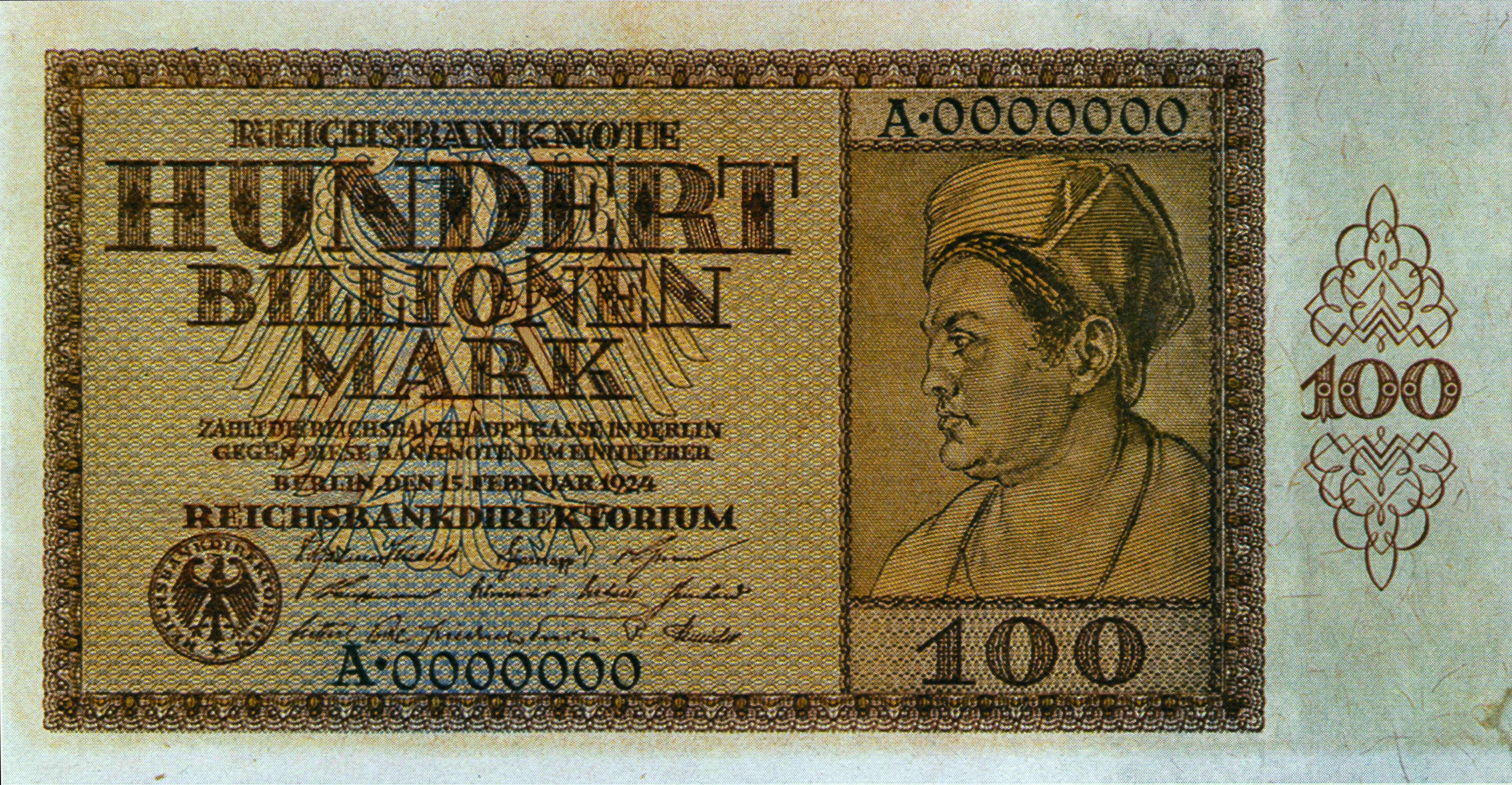
Bitllet de cent milions de milions de Marcs Alemanys

La majoria d'economistes la defineix com «un cercle inflacionista sense tendència a l'equilibri». Un cercle viciós on a cada itineració d'aquest es va creant més i més inflació. Malgrat que hi haja un gran debat sobre les causes d'aquesta, és evident que la hiperinflació apareix quan es produeix un increment excessiu d'oferta monetària, normalment per una dràstica emissió de diner. Açò ha succeït en períodes bèl·lics i post-bèl·lics o de crisi. Tot i que la hiperinflació alemanya sembla la més coneguda, aquest rècord va ser batut per Hongria, Iugoslàvia i Zimbàbue. Les hiperinflacions més llargues de la història moderna han estat la de Nicaragua (1986-1991), Grècia (1941-1945) i Veneçuela (2017-2022).

## Característiques
El 1956, Phillip D. Cagann escrigué «The Monetary Dynamics of Hyperinflation», considerat per molts el primer estudi seriós sobre la hiperinflació i les seues causes. En aquest llibre va definir la hiperinflació com «una inflació amb taxes del 50% mensual». El Patronat per a Normes Internacionals de Contabilitat (International Accounting Standard Board, IASB) no dona cap llindar matemàtic absolut, però descriu quatre símptomes d'una economia en situació d'hiperinflació:
1. La majoria de la població prefereix tindre el seu sou en béns no-monetaris o moneda estrangera de valor de canvi relativament estable. Aquells qui encara tenen moneda local, la destinen a inversió, buscant no perdre el seu poder de compra.
2. La gent comença a calcular el preu dels béns en una moneda estrangera de valor estable, en comptes de la seua pròpia. Molts venedors comencen a pressupostar també en moneda estrangera.
3. La compravenda a crèdit, fins i tot a molt curt termini serà pressupostada a preus que calculen la pèrdua de valor esperada de la moneda local.
4. Tipus d'interès, salaris i preus són enllaçats a un índex de preus amb una taxa d'inflació acumulativa a tres anys, propera, si no superior al 100%.

Sovint les taxes d'inflació mensual són d'un percentatge de diversos centenars. Els exemples més extrems han estat:
- La hiperinflació alemanya el 1923 amb una taxa d'inflació del 3,25 × 10⁶ per cent mensual (els preus es doblaven cada 49 hores), considerada com un dels factors que van fomentar el nazisme i la segona guerra mundial[6]
- Grècia durant l'ocupació alemanya (1941-1944) amb 8,55 × 10⁹ per cent mensual (els preus es doblaven cada 28 hores).
- El cas més sever d'inflació es donà a Hongria en finalitzar la Segona Guerra Mundial amb 4,19 × 10¹⁶ per cent mensual (els preus es doblaven cada 15 hores).
- Més recentment, Iugoslàvia patí una taxa del 5 × 1015 per cent mensual (preus doblats cada 16 hores) entre l'1 d'octubre de 1993 i el 24 de gener de 1994.[7]

Altres exemples més moderats són:
- Altres països de l'Europa de l'Est com Ucraïna al període de transició al lliure mercat dels 90.
- Països de Llatinoamèrica com: Mèxic (1982-1988), Bolívia (1985), Argentina i Veneçuela (1989), Perú (1988-1990)[8] i Brasil des dels 80 fins a principis dels 90
- Al país africà de Zimbabwe durant els anys 2006, 2007 i 2008.[9]